# Особая выдача
Особая выдача, или экстраординарная выдача (англ. extraordinary rendition) — процедура похищения человека государством в другой стране и его перевод в третью страну, юрисдикция которой позволяет пытки во время допросов и содержания под стражей. Часто осуществляется без соблюдения юридических процедур и может использоваться для транснациональных репрессий. Этот термин широко использовался по отношению к программе под руководством Соединенных Штатов, используемой во время войны с террором, целью которой было обойти законы страны, в которой происходило похищение, о допросе, задержании, экстрадиции и/или пытках. Особая выдача является разновидностью экстерриториального похищения, но не все экстерриториальные похищения включают в себя перевод в третью страну. Такая практика применялась в том числе в отношении российских граждан и граждан СНГ.
В США особая выдача началась при администрации президента Билла Клинтона и продолжилась при администрации президента Джорджа Буша-младшего. Сотни «незаконных комбатантов» были похищены для содержания под стражей в США и доставлены в контролируемые США места в рамках обширной программы допросов, которая включала пытки. Особая выдача продолжилась при администрации Обамы, при этом цели допрашивались и впоследствии доставлялись в США для суда. В докладе Комитета по разведке и безопасности парламента за 2018 год было установлено, что Соединенное Королевство, в частности MI5 и MI6, были замешаны во многих выдачах, осуществляемых США: финансировали их, предоставляли разведданные и сознательно позволяли похищениям происходить.
В июле 2014 года Европейский суд по правам человека осудил правительство Польши за участие в особой выдаче ЦРУ, обязав Польшу выплатить компенсацию людям, которые были похищены, доставлены в секретные тюрьмы ЦРУ в Польше и подвергнуты пыткам. Пытки запрещены Европейской конвенцией о правах человека, которую обязались соблюдать 46 стран, включая Польшу.